# Ізяславська волость
Ізяславська волость (до 1910 року-Заславська волость) — адміністративно-територіальна одиниця Ізяславського повіту Волинської губернії з центром у повітовому місті Ізяслав. 
Наприкінці ХІХ ст. до складу волості відійшла частина поселень ліквідованої Ріпківської волості (Зубарі, Ріпки).
Станом на 1886 рік складалася з 16 поселень, 12 сільських громад. Населення — 8973 особи (4417 чоловічої статі та 4456 — жіночої), 1169 дворових господарств.
|                     | Площа, десятин | У тому числі орної, десятин |
| ------------------- | -------------- | --------------------------- |
| Сільських громад    | 10076          | 6112                        |
| Приватної власності | 13465          | 2358                        |
| Казенної власності  | 2              | —                           |
| Іншої власності     | 373            | 206                         |
| Загалом             | 23916          | 8676                        |

Поселення волості:
- (волосне правління у місті Ізяслав. За 2 версти - ливарно-механічний завод Лобози. За 2 версти - вапняковий та черепичний заводи Геленів)
- Білеве — колишнє власницьке село, 658 осіб, 93 двори, православна церква, постоялий будинок.
- Васьківці — колишнє власницьке село при річці Горинь, 577 осіб, 105 дворів, правосланва церква, школа, 2 постоялих будинки.
- Клембівка — колишнє власницьке село при річці Горинь, 500 осіб, 71 двір, православна церква, постоялий будинок, водяний млин, цегельний та винокурний заводи.
- Лютерка — колишнє державне село при річці, 261 особа, 38 дворів, постоялий будинок, пивоварний завод.
- Михлі — колишнє власницьке село річці Горинь, 718 осіб, 125 дворів, православна церква, школа, постоялий будинок, 5 лавок, водяний млин, дистилярний, пивоварний, винокурний заводи, паперова фабрика.
- Мокрець — колишнє власницьке село, 434 особи, 72 двори, православна церква, школа, 2 постоялих будинки, кузня.
- Припутні — колишнє власницьке село при річці Понорна, 580 осіб, 78 дворів, православна церква, постоялий будинок, кузня.
- Путрини — колишнє власницьке село річці Горинь, 601 особа, 103 двори, православна церква, постоялий будинок, 2 лавки.
- Сошне — колишнє власницьке село річці Сошенка, 569 осіб, 96 дворів, православна церква, школа, постоялий будинок, водяний млин.